# 𦰡拔林
𦰡拔林，是臺灣臺南市新化區的一個傳統地域名稱，位於該區東北部。相較於今日行政區，其範圍大致包括𦰡拔里、羊林里。
本地區境內主要聚落為𦰡拔林、羊仔藔，設有那拔國小。

## 歷史
台灣日治初期，𦰡拔林地區為一街庄，稱為「𦰡拔林庄」（舊制街庄），隸屬於大目降里。該庄昔日西北、北及東北與潭頂庄為鄰，東與石仔崎庄為鄰，南邊為礁坑仔庄，西南邊為大目降街。
1901年（日治明治三十四年）11月11日，全台廢縣廳改設二十廳，該庄隸屬於臺南廳。1904年（明治三十七年）3月31日，該庄編入「大目降區」，隸屬於臺南廳。1909年（明治四十二年）10月25日，全台合併二十廳為十二廳，大目降區仍隸屬於臺南廳。1920年（大正九年）10月1日，全台地方制度大改正，廢十二廳改設五州二廳，該庄改制為「𦰡拔林」大字，隸屬於臺南州新化郡新化街（新制街庄）。
戰後新化街改制為新化鎮，隸屬於臺南縣，大字亦改制為里。1950年（民國39年）10月25日，雲、嘉、南分治，新化鎮仍隸屬於臺南縣。2010年（民國99年）12月25日，臺南縣、市合併為直轄臺南市，新化鎮改制為新化區。

## 聚落
本地區發展較早的聚落為𦰡拔林、下藔（已消失）、羊仔藔，在日治初期的官方地圖上已有記載。

## 交通
國道8號又稱「台南支線」，是台南至新化的東西向快速/高速公路，其東側端點（終點）位於本地區西部近邊界地帶的省道台20線路口，稱為新化端交流道。由此可快速前往國道8號沿線各地，或銜接國道3號、國道1號。
省道台20線是臺南至德高的幹道，其中部分路段稱為「南橫公路」（目前並未全線通車），經過本地區中部偏東北的𦰡拔林聚落。由該道路西行可前往新化區新化市區、永康區、北區、中西區等地；東行可前往山上區南端、左鎮區、玉井區、南化區等地。
區道南173線是那拔林至口埤的道路，其北側端點（起點）位於本地區中部偏東北、𦰡拔林聚落的省道台20線路口，由此向南會經過本地區南部的羊仔藔聚落西郊。
區道南177線是大社至𦰡拔林的道路，其南側端點（終點）位於本地區中部偏東北、𦰡拔林聚落的省道台20線路口。

## 學校
- 那拔國小

## 公務機關
- 行政院農業委員會畜產試驗所
- 行政院農業委員會臺南區農業改良場
- 臺南市政府警察局新化分局那拔派出所

## 醫療機構
- 衛生福利部臺南醫院新化分院